# جون إديسون رودريغيز
جون إديسون رودريغيز (مواليد 24 يناير 1991) هو مبارز بالسيف كولومبي، مثّل بلاده في الألعاب الأولمبية الصيفية 2016.

## روابط رياضية
جون إديسون رودريغيز على موقع الاتحاد الدولي للمبارزة (الإنجليزية)
- جون إديسون رودريغيز على موقع أوليمبيديا (الإنجليزية)